# 蘇佩區

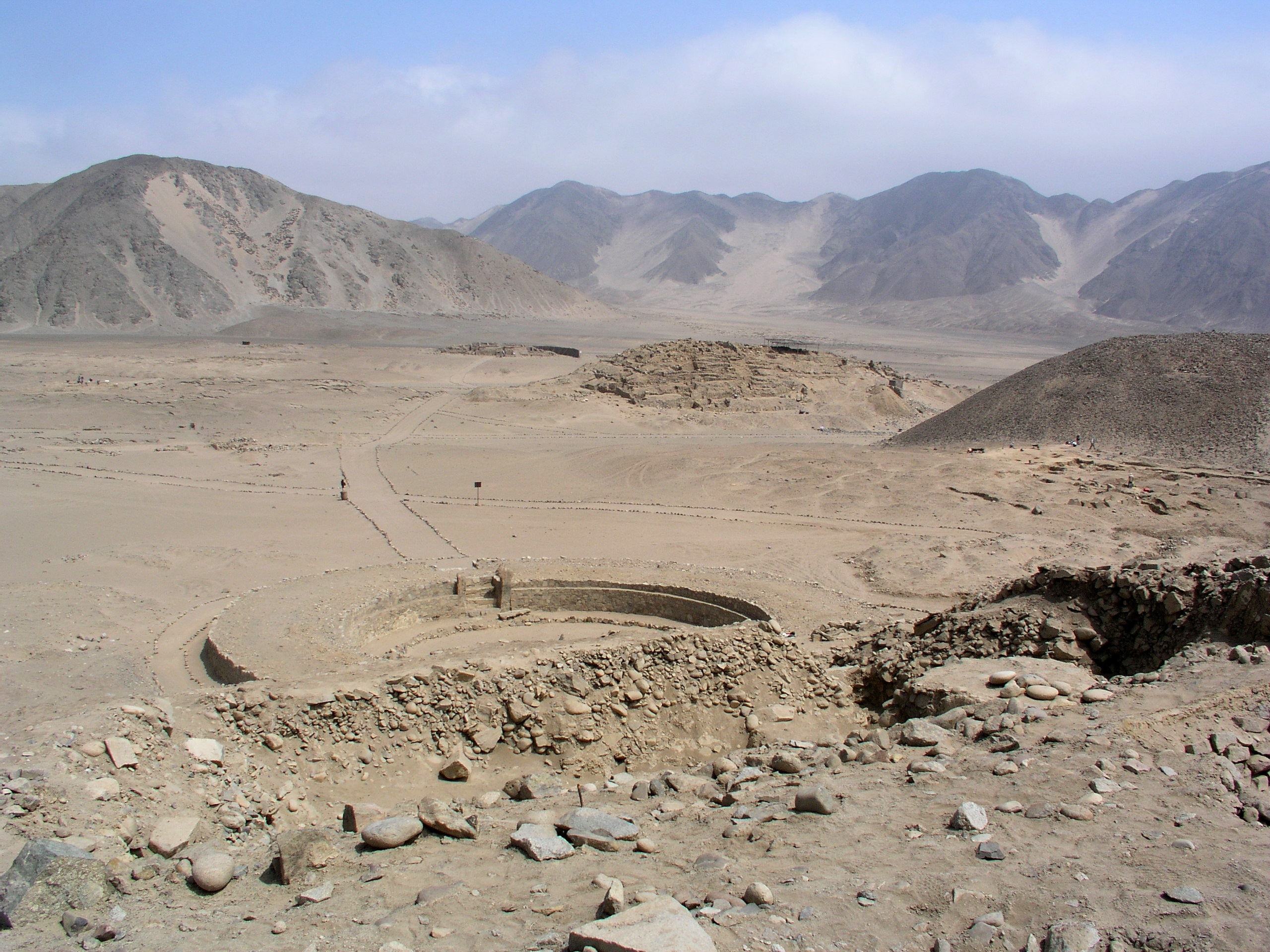

10°48′00″S 77°43′59″W / 10.80000°S 77.73306°W
蘇佩區（西班牙語：Distrito de Supe），是秘魯的一個區，位於該國中南部利馬大區的巴蘭卡省，面積516.3平方公里，海拔高度45米，2005年人口21,693，人口密度每平方公里42人。